# Mr. Zivago
Mr.Zivago  (Містер Живаго) -Справжнє ім'я Massimo Rastrelli 
Все почалося в 1987 році, коли він працював у групі Марко Мазіні, який складав пісні і займався їх аранжуваннями для лейблу BMS. Перший успіх під ім'ям Mr. Zivago, супроводжував пісні "Little Russian" і "Tell by your eyes". 
Першим синглом Massimo Rastrelli став "Little Russian". Сингл вийшов на італійському лейблі BMS і мав певний комерційний успіх. Особливу популярність композиція здобула у Східній Європі завдяки мелодійності і назві. За ним послідував сингл "Tell By Your Eyes", який зумів розвинути успіх попереднього, розійшовшись по всьому світу тиражем понад 250 тисяч копій. 
У 1989 році Марко Мазіні взяв участь у фестивалі Сан-Ремо, після якого став дуже популярним. Він попросив Mr. Zivago продовжити роботу в групі, і той став постійним гітаристом. 
У 1991 році Mr. Zivago записав ще один свій хіт "Love in Moscow". 
У 1992 році Massimo у співпраці з японськими композиторами видав свій єдиний на сьогоднішній день альбом під назвою "Tell By Your Eyes". 
Виступав на фестивалі в Сан-Ремо як бек-вокаліста зі співаками Умберто Тоцці і Леандро Бальді. 
Як стверджує сам Mr. Zivago, його пристрасть - це музика. Він любить співати, акомпанувати, спілкуватися. Але принципово не пише пісень, залишає це професійним композиторам.
Самим найдорожчим у цьому світі людиною вважає свою 12-річну доньку Джулію.

## Альбом "Tell By Your Eyes" (1992 рік)
Альбом був випущений для азійського ринку і містив у собі менш відомі композиції, такі як "Yesterday" і "Sadness is like Snow", які ніколи не видавалися як максі-сингли. 

## Порядок композицій
01 - Tell By Your Eyes 
02 - Say Yes 
03 - Alive 
04 - Show The Love 
05 - Welcome To The Edge 
06 - Just For You To There 
07 - Sadness Is Like Snow 
08 - I Will 
09 - You're The Only 
10 - Gloria 
11 - Promises Bridge 
12 - Yesterday 
13 - Little Russian 
14 - Love In Moscow 